# Вотива

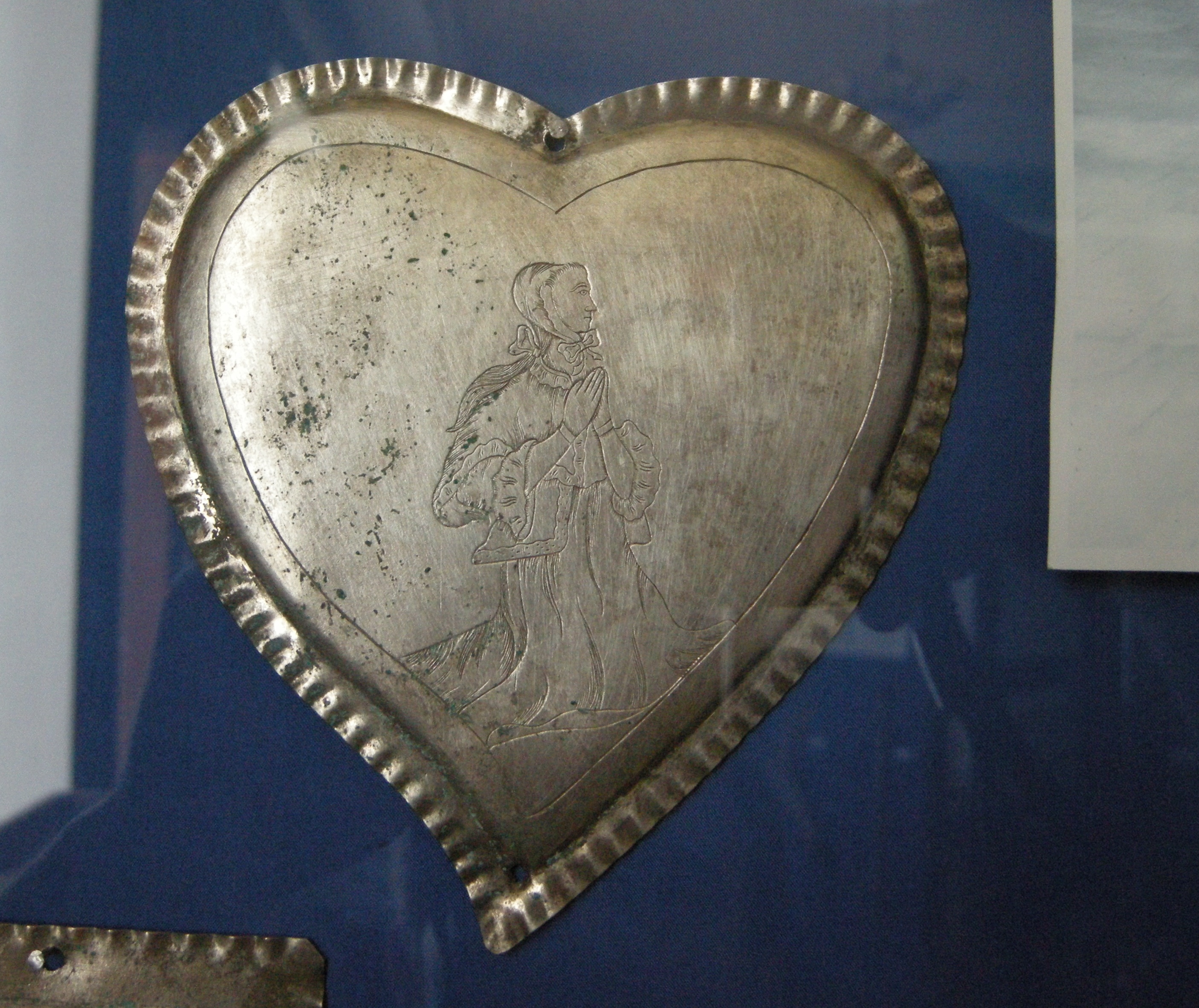
Вотива з монастиря оо. Бернардинів у Заславі

Вотива або Вотум — жертва, дар, який приносила людина за обітницею або з вдячністю за порятунок чи видужання від тяжких хвороб. Найчастіше вотиви виготовлялися у вигляді металевих табличок із зображенням людей, тварин, хворих частин тіла (ніг, рук, очей) тощо.
Деякі дослідники вважають його архаїчним залишком ранньохристиянських або навіть язичницьких часів.